# Acanthemblemaria rivasi
Acanthemblemaria rivasi es una especie de pez del género Acanthemblemaria, familia Chaenopsidae. Fue descrita científicamente por Stephens en 1970.
Se distribuye por el Atlántico Occidental: frente a Colombia y Costa Rica. La longitud estándar (SL) es de 3 centímetros. Habita en arrecifes.
Está clasificada como una especie marina inofensiva para el ser humano.